# Седельницы (Ивановская область)
Седельницы — село в составе Писцовского сельского поселения Комсомольском районе Ивановской области Российской Федерации.

## География
Село расположено на расстоянии 21 км от районного центра — города Комсомольскa, и 36 км от областного центра — города Иваново.

## История
Названия села возникло от промысла семьи первопоселенцев деревни — седельников, ремесленников, изготавливающих сёдла (седло — ед.число; седельник — мастер по изготовлению сёдел). Временем появления д. Седельницы считается середина XVI века, тогда же, когда было основано соседнее село Писцово.
По сведениям 1870—1872 годов, опубликованным Центральным статистическим комитетом Министерства внутренних дел (СПб.:1877), по Нерехтскому уезду Костромской губернии, во II-м стане, (между трактом из с. Писцова в Ярославль и границей Владимирской губернии) под № 9039 значится: Сидельницы — деревня; при пруде; расстояние в верстах от уездного центра — 35, от становой квартиры — 4; число дворов — 98; число жителей муж. пола — 259 чел., жен. пола — 339 чел.".
В 1890 году — по ходатайству и при попечении уроженца д. Седельницы, фабриканта М. А. Павлова, в селении открылась трёхгодичная школа, под неё благотворитель передал четыре кирпичных здания; с 1896 года седельницкая школа стала «второклассной» образцовой, с шестилетним сроком обучения.
В 1910 году на пожертвование Михаила Павлова в селе был построен православный храм, освящённый во имя Христа Спасителя (Спасская церковь). В знак благодарности селяне поднесли ему икону с дарственной надписью: «М. А. Павлову от признательных крестьян Седельницкого общества».

## Население
| 1872 | 1897 | 1907 | 2002 | 2010 |
| ---- | ---- | ---- | ---- | ---- |
| 598  | ↘474 | ↗549 | ↘320 | ↘307 |

## Известные люди, связанные с селом
- Новиков, Александр Александрович (1900—1976) — главный маршал авиации дважды Герой Советского Союза[10].
- Пухова, Зоя Павловна (1936—2016) — герой Социалистического Труда.
- Павлов, Михаил Алексеевич (1846—1915) — предприниматель (фабрикант, купец) и благотворитель.
- Салеев, Алексей Александрович (1922—2006) — кавалер орденов Красной Звезды и «Знак Почёта»[11].